# Australian Rugby League
Pour les articles homonymes, voir ARL.
L' Australian Rugby League (ARL) est l'instance gérant le rugby à XIII en Australie. Le bureau de l'ARL comprend trois membres de la New South Wales Rugby League, trois membres du Queensland Rugby League et d'un président.

## Histoire
L'Australian Rugby League Board of Control (qui deviendra plus tard Australian Rugby League) a été créé en décembre 1924, pour administrer l'équipe nationale. Avant cette création, les Kangourous étaient gérés par la New South Wales Rugby League et le Queensland Rugby League. C'est donc à partir de 1924, que l'équipe nationale revêtira les couleurs vert et or. En effet avant cette date, les couleurs des Kangourous étaient celles du Queensland et de la Nouvelle Galles du Sud, c’est-à-dire bordeaux et bleu.
Jusqu'en 1984, l'ARL était dirigée par la New South Wales Rugby League, mais les queenslanders pensaient que la NSWRL utilisait son pouvoir au détriment des leurs.
En 1995, avec l'expansion du championnat, l'ARL prend le contrôle de la Winfield Cup, gérée jusqu'à par la NSWRL.
En 1997, Rupert Murdoch fonde un championnat dissident à celui de l'ARL, la Super League. Deux compétitions coexistent en Australie.
En 1998, un accord entre l'ARL et la Super League est trouvé, un nouveau championnat est créé, la National Rugby League.
Aujourd'hui, l'ARL est responsable du State of Origin, du match City vs Country et de l'équipe nationale.

## Palmarès de l'Australian Rugby League (1995-1997)
| Années | Champions           | score | Finalistes                     |
| 1995   | Canterbury Bulldogs | 17-4  | Manly Sea Eagles               |
| 1996   | Manly Sea Eagles    | 20-8  | Saint-George Illawarra Dragons |
| 1997   | Newcastle Knights   | 22-16 | Manly Sea Eagles               |

## Membres
- New South Wales Rugby League
- Queensland Rugby League

### Membres affiliés
- Northern Territory Rugby League
- South Australian Rugby League
- Tasmania Rugby League
- Victorian Rugby League
- Western Australia Rugby League